# Cardamine pattersonii
Cardamine pattersonii är en korsblommig växtart som beskrevs av Louis Forniquet Henderson. Cardamine pattersonii ingår i släktet bräsmor, och familjen korsblommiga växter. Inga underarter finns listade i Catalogue of Life.

## Bildgalleri

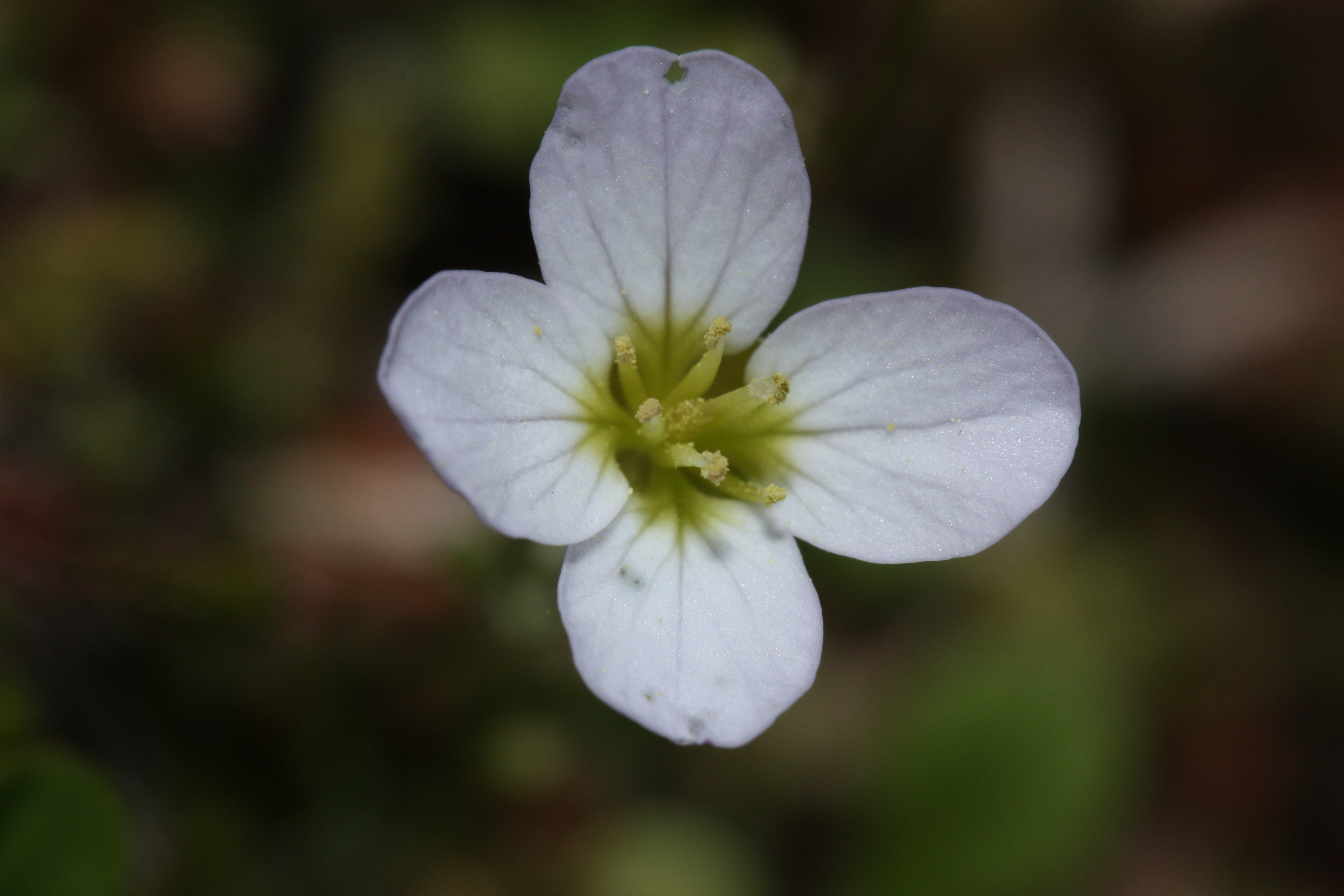
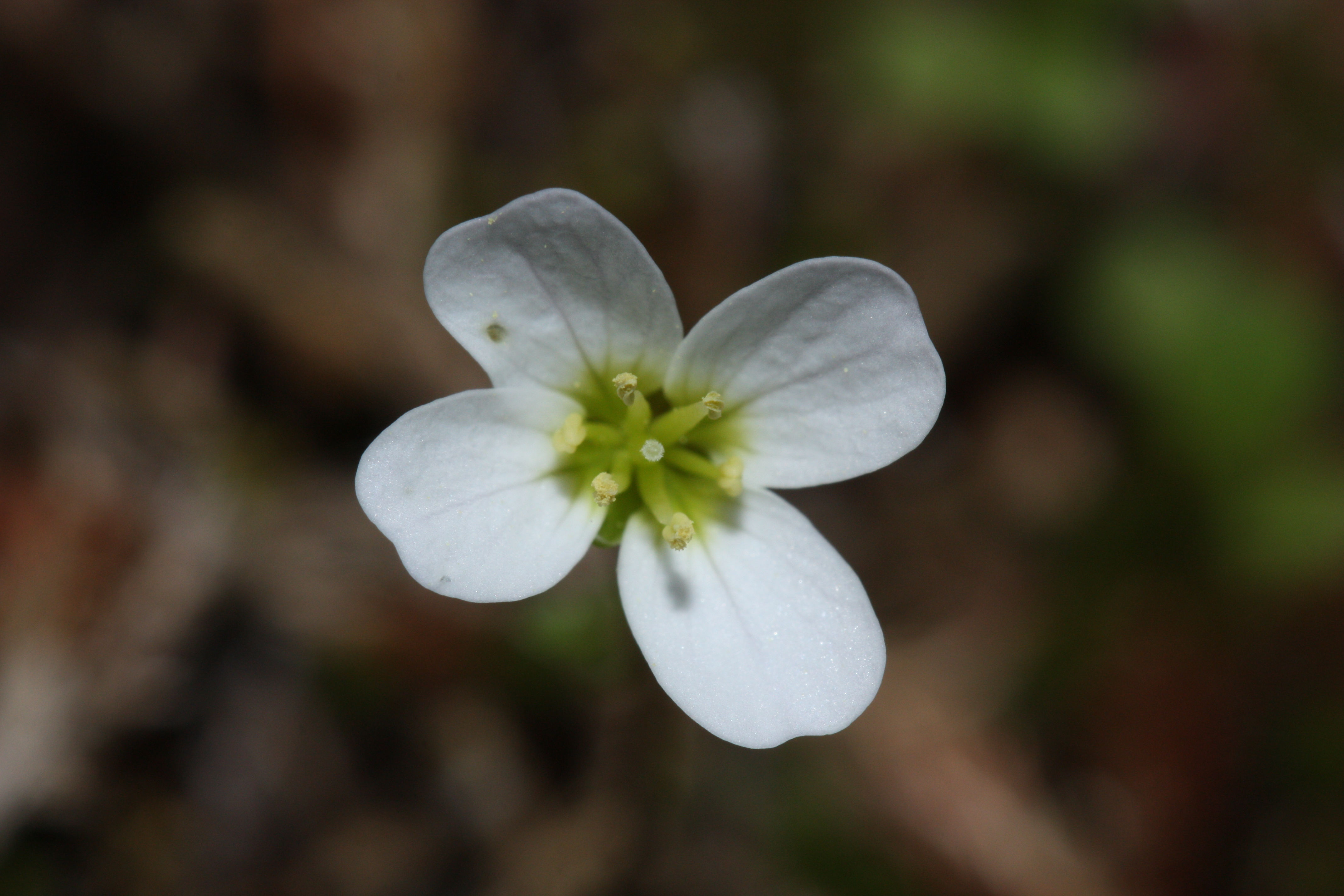
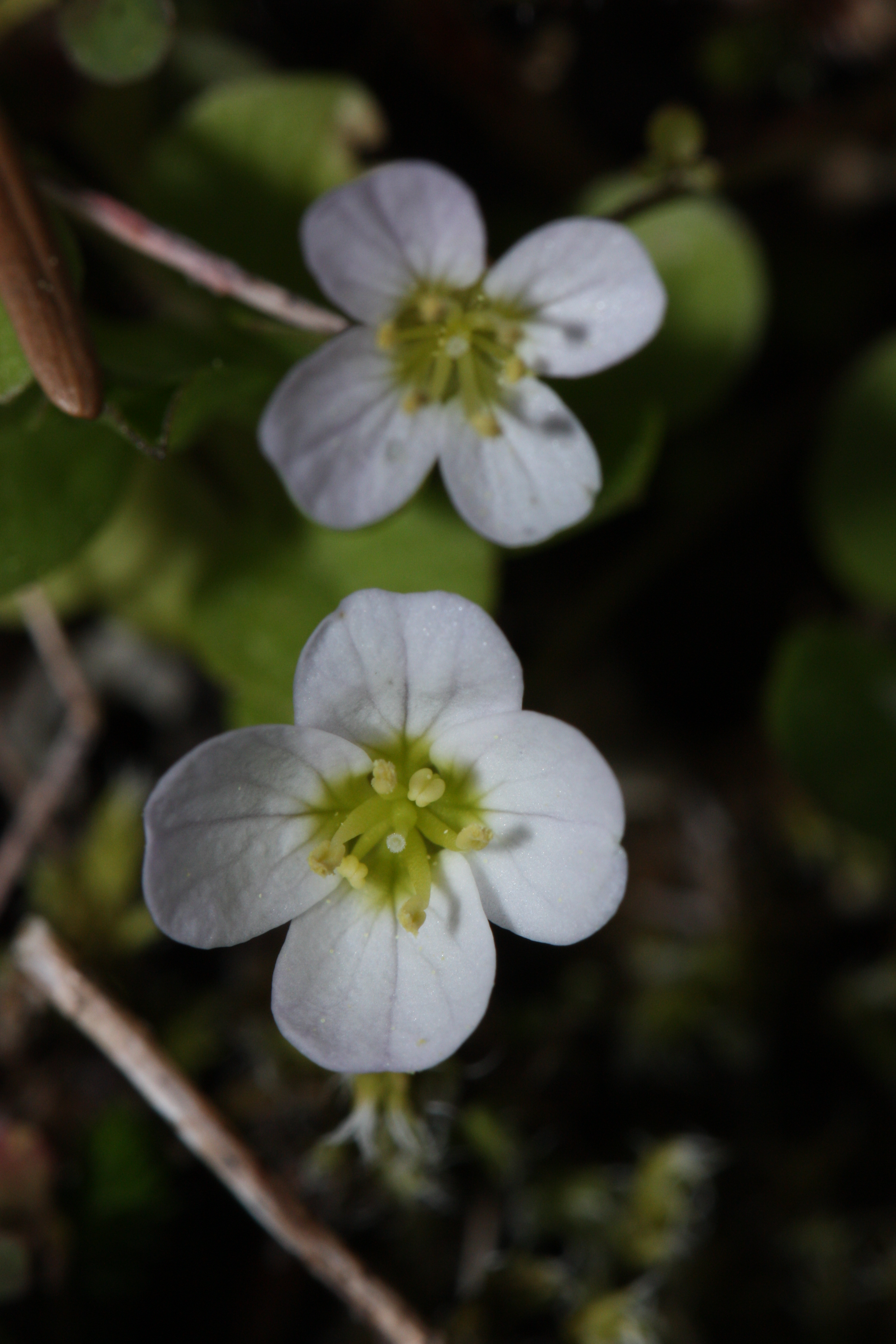
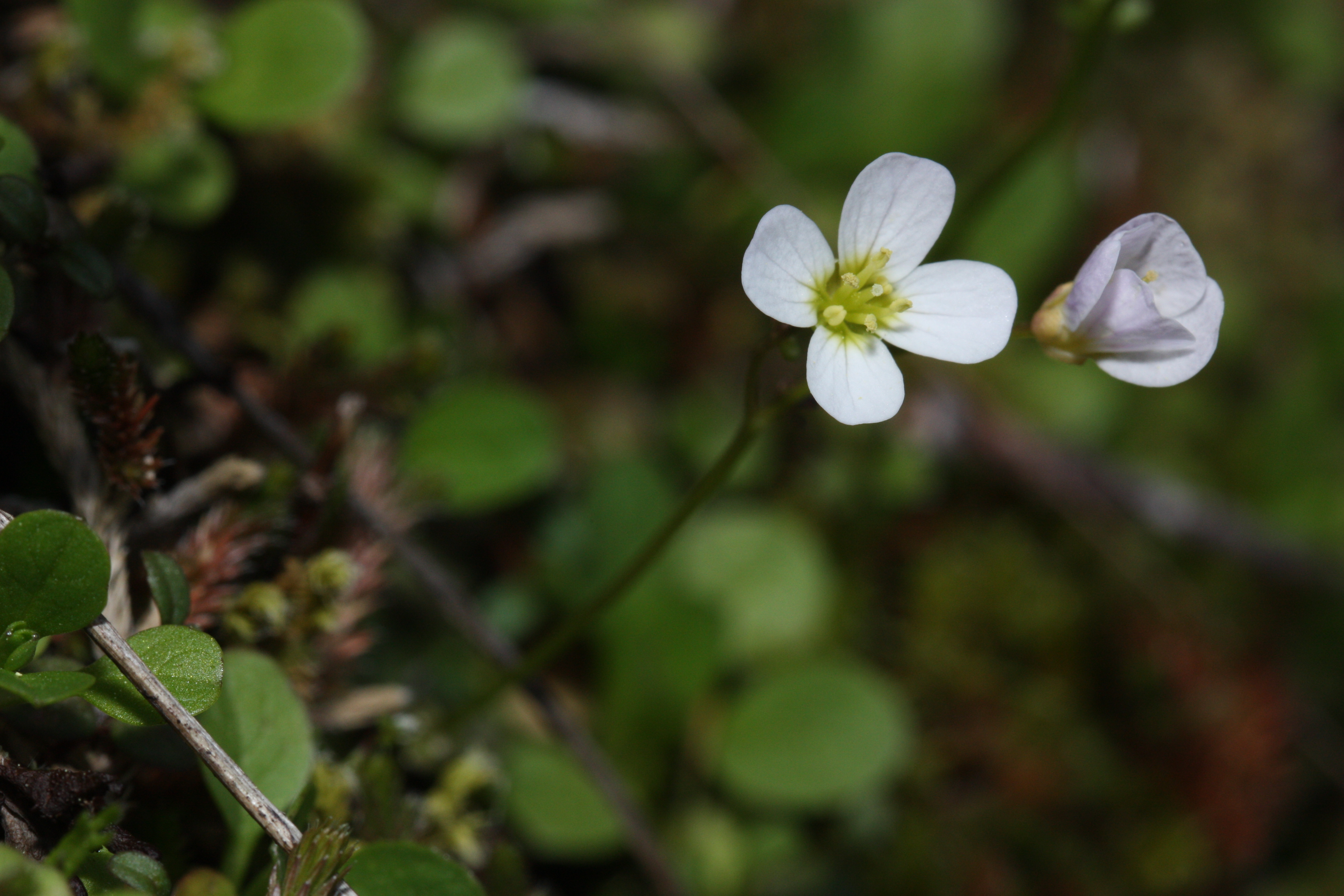
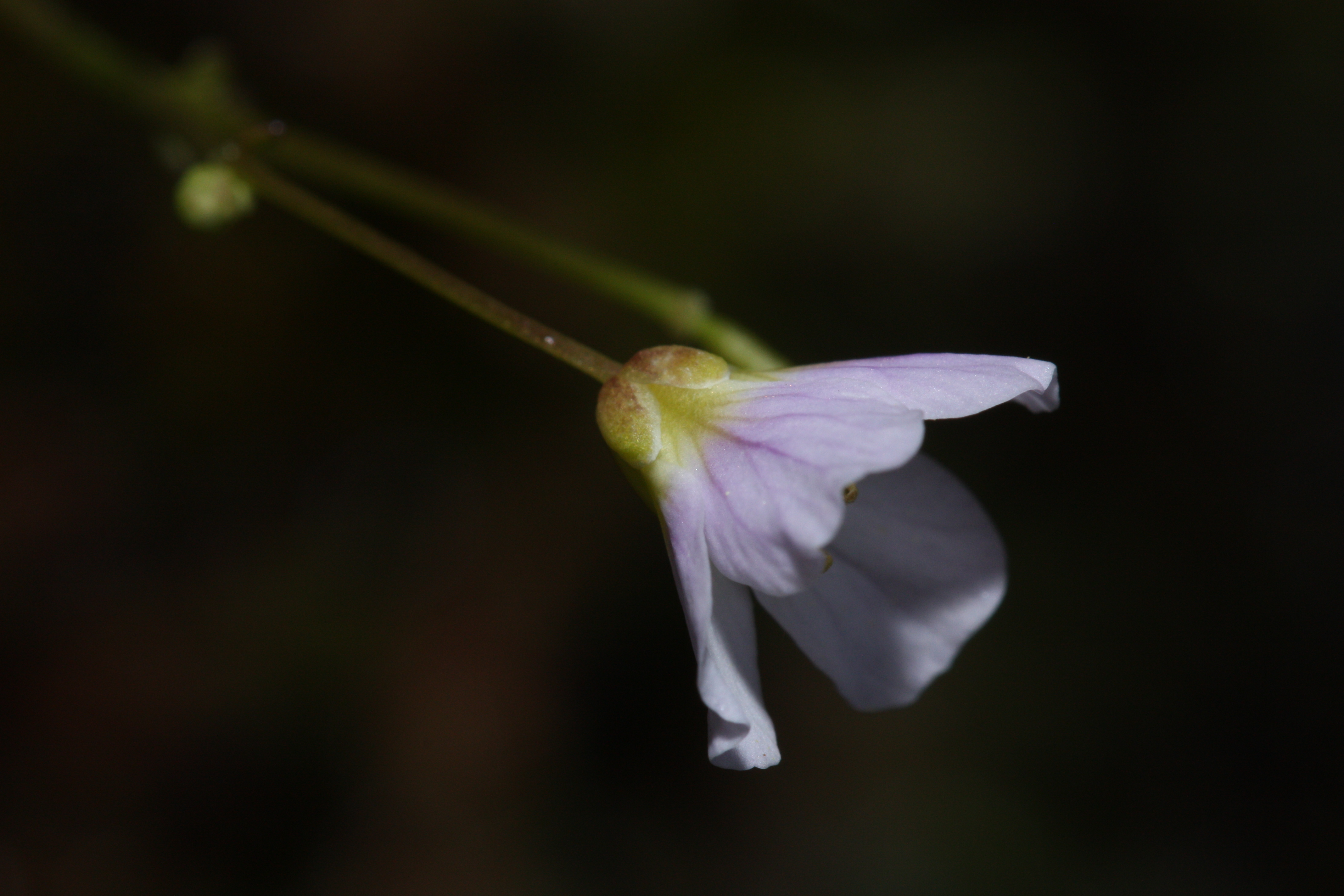
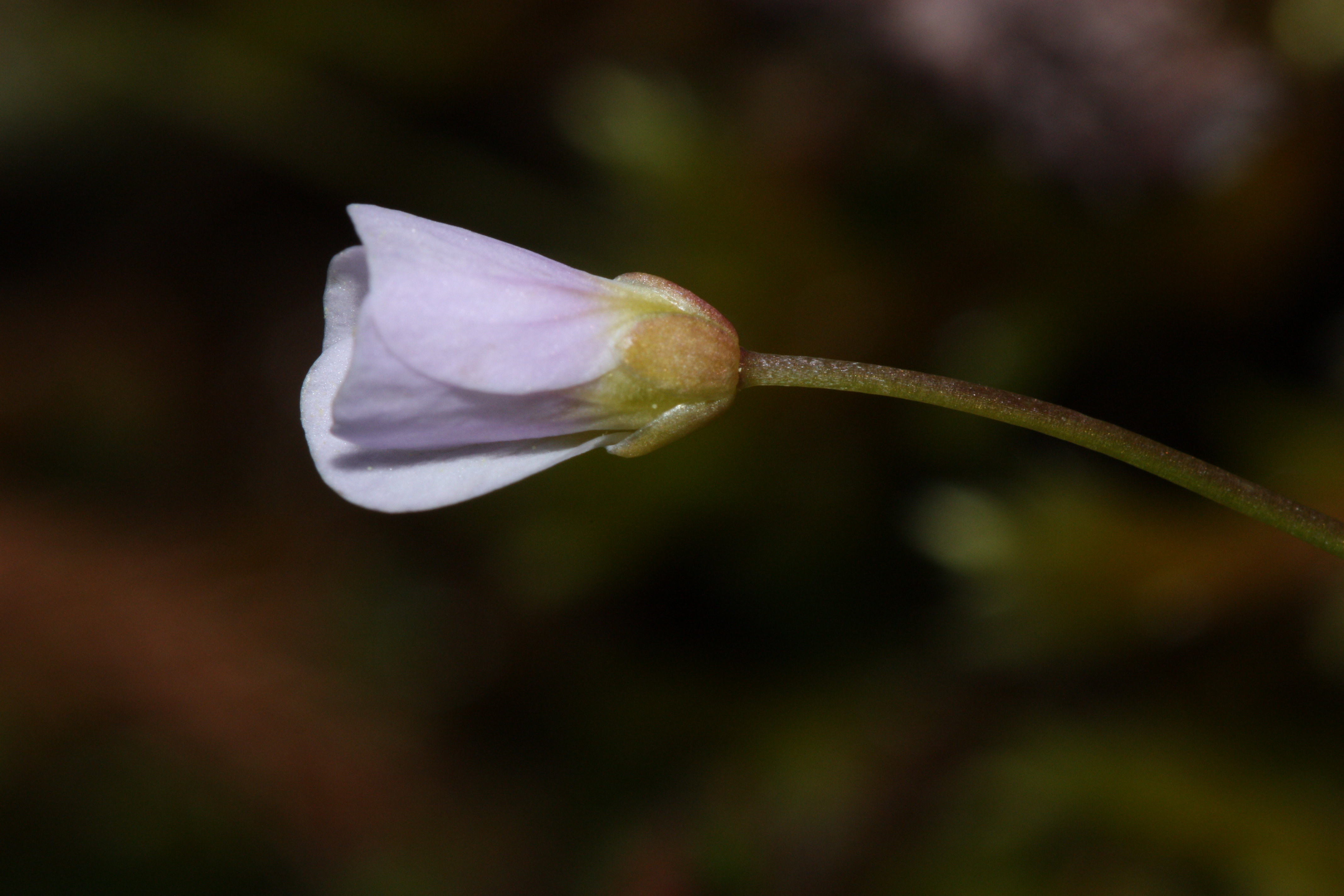